# Quill Lakes (circonscription saskatchewanaise)
Pour les articles homonymes, voir Quill Lakes.
Circonscription électorale provinciale du Canada
Quill Lakes est une ancienne circonscription électorale provinciale de la Saskatchewan au Canada. Elle est représentée à l'Assemblée législative de la Saskatchewan de 1975 à 1995.

## Liste des députés
| Parlement   | Années      | Député      | Député                   | Parti         |
| Quill Lakes | Quill Lakes | Quill Lakes | Quill Lakes              | Quill Lakes   |
| ----------- | ----------- | ----------- | ------------------------ | ------------- |
| 18e         | 1975–1978   |             | Murray James Koskie (en) | Néo-démocrate |
| 19e         | 1978–1982   |             | Murray James Koskie (en) | Néo-démocrate |
| 20e         | 1982–1986   |             | Murray James Koskie (en) | Néo-démocrate |
| 21e         | 1986–1991   |             | Murray James Koskie (en) | Néo-démocrate |
| 22e         | 1991–1995   |             | Murray James Koskie (en) | Néo-démocrate |